# Cantó d'Alòs-Cormarç
El cantó d'Alòs-Còumarç és un cantó francès del departament dels Alps de l'Alta Provença, situat al districte de Castelana. Té sis municipis i el cap és Cormarç. Fou creat el 1986 de la unió dels cantons d'Alòs i Còumarç.

## Municipis
- Alòs
- Bèuveser
- Cormarç
- Torama Bassa
- Torama Auta
- Vilars de Cormarç

## Història
| Data d'elecció                           | Identitat        | Partit                     | Qualitat |
| ---------------------------------------- | ---------------- | -------------------------- | -------- |
| 1986-2001                                | Pierre-René Cèze | RPR, després Divers gauche |          |
| 2001-2008                                | Michel Lantelme  | Divers gauche              |          |
| 2008-                                    | Guy Lebeaupin    | PS                         |          |
| les dades anteriors no són pas conegudes |                  |                            |          |
|                                          |                  |                            |          |

## Demografia
| 1962  | 1968  | 1975  | 1982  | 1990  | 1999  | 2007  |
| ----- | ----- | ----- | ----- | ----- | ----- | ----- |
| 1.373 | 1.549 | 1.508 | 1.674 | 1.853 | 1.827 | 2.038 |